# Fédération Cynologique Internationale

FCI:s logotyp

Fédération Cynologique Internationale (FCI) är den internationella kennelfederationen. Organisationen har sitt säte i den belgiska staden Thuin. FCI grundades 1911 av kennelklubbarna i fem länder: Tyskland, Österrike, Belgien, Nederländerna och Frankrike. Idag är kennelklubbar från cirka 80 länder anslutna.
Syftet med FCI är att bevaka och främja kynologiska frågor, det vill säga frågor som rör tamhundar och hundsport. FCI godkänner och registrerar vilka hundraser som kan betraktas som rastypiska och rasrena samt fastställer vilken rasstandard som ska gälla för dessa raser. Det sker genom att ett visst land tilldelas ansvaret för en viss hundras standard. När man talar om en hundras ursprungsland menar man det land som FCI utsett att ansvara för standarden, vilket inte nödvändigtvis är detsamma som det historiskt korrekta ursprunget. FCI har delat in hundraserna i olika rasgrupper, vilket har betydelse vid hundutställningar och tävlingar i olika hundsporter. FCI legitimerar internationella domare, fastställer utställningsregler och övervakar internationella utställningar och tävlingar.

## Medlemmar av FCI
| Land                    | Medlemsorganisation                                |
| ----------------------- | -------------------------------------------------- |
| Argentina               | Federación Cinológica Argentina                    |
| Bahrain                 |                                                    |
| Belarus                 | Belorusskoje Kynologjeskoje Objedjnenje            |
| Belgien                 | Société Royale Saint-Hubert                        |
| Bolivia                 | Kennel Club Boliviano                              |
| Brasilien               | Confederação Brasileira de Cinofilia               |
| Chile                   | Kennel Club Chile                                  |
| Colombia                | Asociación Club Canino Colombiano                  |
| Costa Rica              | Asociación Canófila Costarricense                  |
| Cypern                  | Kynologikos Omilos Kipoi                           |
| Danmark                 | Dansk Kennel Klub                                  |
| Dominikanska republiken | Federación Canina Dominicana                       |
| Ecuador                 | Asociación Ecuatoriana de Registros Caninos        |
| El Salvador             | Asociación Canófila Salvadoreña                    |
| Estland                 | Eesti Kennelliit                                   |
| Filippinerna            |                                                    |
| Finland                 | Suomen Kennelliitto / Finska Kennelklubben         |
| Frankrike               | Société centrale canine                            |
| Georgien                | Fédération Cynologique de Géorgie                  |
| Gibraltar               | Gibraltar Kennel Club                              |
| Grekland                | Kynologikos Omilos Ellados                         |
| Guatemala               | Asociación Canófila Guatemalteca                   |
| Honduras                | Asociación Canófila de Honduras                    |
| Hongkong                | Hong Kong Kennel Club                              |
| Indien                  | Kennel Club of India                               |
| Indonesien              | All Indonesia Kennel Club                          |
| Irland                  | Irish Kennel Club                                  |
| Island                  | Hundaræktarfélags Íslands                          |
| Israel                  |                                                    |
| Italien                 | Ente Nazionale della Cinofilia Italiana            |
| Japan                   | Japan Kennel Club                                  |
| Kazakstan               |                                                    |
| Kina                    | China Kennel Union                                 |
| Kroatien                | Hrvatski Kinološki Savez                           |
| Kuba                    | Federación Cinólogica de Cuba                      |
| Lettland                | Latvijas Kinologiska Federacija                    |
| Litauen                 | Lietuvos Kinologų Draugija                         |
| Luxemburg               | Union Cynologique Saint Hubert Luxembourg          |
| Malaysia                |                                                    |
| Malta                   | Malta Kennel Club                                  |
| Mexiko                  | Federacíon Canófila Mexicana                       |
| Moldavien               | Uniunea Chinologica din Moldova                    |
| Monaco                  | Société Canine de Monaco                           |
| Marocko                 | Société Centrale Canine Marocaine                  |
| Nederländerna           | Raad van Beheer op Kynologisch Gebied in Nederland |
| Nicaragua               | Asociación Canina Nicaragüense                     |
| Nordmakedonien          | Kineloski Sojuz na Makedonija                      |
| Norge                   | Norsk Kennel Klub                                  |
| Panama                  | Club Canino de Panama                              |
| Paraguay                |                                                    |
| Peru                    | Kennel Club Peruano                                |
| Polen                   | Związek Kynologiczny w Polsce                      |
| Portugal                | Clube Português de Canicultura                     |
| Puerto Rico             | Federación Canófila de Puerto Rico                 |
| Rumänien                | Asociația Chinologică Română                       |
| Ryssland                | Rossijskaja Kinologitjeskaja Federatsija           |
| San Marino              | Kennel Club San Marino                             |
| Schweiz                 | Société Cynologique Suisse                         |
| Serbien                 | Kinološki Savez Republike Srbije                   |
| Singapore               | Singapore Kennel Club                              |
| Slovakien               | Slovenska Kynologicka Jednota                      |
| Slovenien               | Kinološka Zveza Slovenije                          |
| Spanien                 | Real Sociedad Canina en España                     |
| Sydafrika               | Kennel Union of Southern Africa                    |
| Sydkorea                | Korean Kennel Federation                           |
| Spanien                 | Real Sociedad Canina en España                     |
| Sri Lanka               |                                                    |
| Sverige                 | Svenska Kennelklubben                              |
| Taiwan                  |                                                    |
| Thailand                |                                                    |
| Tjeckien                | Českomoravská Kynologická Unie                     |
| Turkiet                 | Köpek Irklarý ve Köpek Bilimleri Federasyonu       |
| Tyskland                | Verband für das Deutsche Hundewesen                |
| Ukraina                 | Kynologytjeskyj Sojuz Ukrayni                      |
| Ungern                  | Magyar Ebtenyésztök Orszagos Egyesülete            |
| Uruguay                 | Kennel Club Uruguayo                               |
| Uzbekistan              |                                                    |
| Venezuela               | Federación Canina de Venezuela                     |
| Österrike               | Österreichische Kynologenverband                   |

## Associerade medlemmar
| Land        | Medlemsorganisation                |
| ----------- | ---------------------------------- |
| Armenien    | Armenian Dog-Lovers' Association   |
| Australien  | Australian National Kennel Council |
| Egypten     | Egyptian Kennel Fédération         |
| Kosovo      | Federata Kinologjuke e Kosovës     |
| Nya Zeeland | New Zealand Kennel Club            |
| Vietnam     | Vietnam Kennel Association         |

## Kontrakterade partner
| Land      | Medlemsorganisation                                |
| --------- | -------------------------------------------------- |
| Bulgarien | Balgarskata Republikanska Federatsin po Kinologija |